# Ben Folds Five
Ben Folds Five foi uma banda de três integrantes de Chapel Hill, Carolina do Norte, Estados Unidos de rock alternativo, que apresentava muitas influências do jazz.
Ben Folds era o vocalista principal, pianista, e compositor; Robert Sledge tocava baixo, e Darren Jessee tocava bateria.  O principal sucesso da banda foi em 1998 com a canção "Brick".
Após a separação da banda em outubro de 2000 (supostamente amigável), Ben Folds seguiu em uma carreira solo com sucesso, Robert Sledge continuou cantando e tocando baixo na banda International Orange (que se separou em 2005), e Darren Jessee participa da banda Hotel Lights. Em 2012 a banda decidiu gravar um novo álbum, The Sound of the Life of the Mind, voltando a fazer shows, que culminaram no álbum ao vivo Live (2013).

## Discografia

### Álbuns de estúdio
| Album details                                                                          | Peak chart positions | Peak chart positions | Peak chart positions | Peak chart positions | Peak chart positions | Peak chart positions | Certifications                                     |
| Album details                                                                          | US                   | AU                   | CA                   | JP                   | SC                   | UK                   | Certifications                                     |
| -------------------------------------------------------------------------------------- | -------------------- | -------------------- | -------------------- | -------------------- | -------------------- | -------------------- | -------------------------------------------------- |
| Ben Folds Five - Released: August 8, 1995 - Label: Passenger/Caroline                  | —                    | 37                   | —                    | 72                   | —                    | —                    | - RIAJ: Gold                                       |
| Whatever and Ever Amen - Released: March 18, 1997 - Label: 550                         | 42                   | 8                    | 48                   | 6                    | 38                   | 30                   | - RIAA: Platinum - ARIA: Platinum - RIAJ: Platinum |
| The Unauthorized Biography of Reinhold Messner - Released: April 27, 1999 - Label: 550 | 35                   | 5                    | 35                   | 17                   | 32                   | 22                   |                                                    |
| The Sound of the Life of the Mind - Released: September 18, 2012 - Label: ImaVeePee    | 10                   | 24                   | —                    | 72                   | 48                   | 40                   |                                                    |

### Live albums
- Live (2013) – ImaVeePee

### Singles
| 1996                                    | "Where's Summer B.?"                   | —    | —  | —   | —  | —  | 76 | Ben Folds Five                                 |
| 1996                                    | "Underground"                          | —    | —  | —   | —  | —  | 37 | Ben Folds Five                                 |
| 1996                                    | "Uncle Walter"                         | —    | —  | —   | —  | —  | —  | Ben Folds Five                                 |
| 1997                                    | "Battle of Who Could Care Less"        | —    | 22 | 149 | —  | —  | 26 | Whatever and Ever Amen                         |
| 1997                                    | "One Angry Dwarf and 200 Solemn Faces" | —    | —  | 134 | —  | —  | —  | Whatever and Ever Amen                         |
| 1997                                    | "Kate"                                 | —    | —  | —   | —  | —  | 39 | Whatever and Ever Amen                         |
| 1998                                    | "Brick"                                | —[A] | 6  | 13  | 12 | —  | 26 | Whatever and Ever Amen                         |
| 1998                                    | "Song for the Dumped"                  | —    | 23 | 73  | —  | —  | —  | Whatever and Ever Amen                         |
| 1999                                    | "Army"                                 | —    | 17 | 65  | —  | —  | 28 | The Unauthorized Biography of Reinhold Messner |
| 1999                                    | "Don't Change Your Plans"              | —    | —  | —   | —  | —  | —  | The Unauthorized Biography of Reinhold Messner |
| 2012                                    | "Do It Anyway"                         | —    | —  | —   | —  | 88 | —  | The Sound of the Life of the Mind              |
| "—" denotes singles that did not chart. |                                        |      |    |     |    |    |    |                                                |

## Videografia

### DVD
- Live at Sessions at West 54th (1999) - Epic